# Drapeau de Wallis-et-Futuna
Aucun drapeau de Wallis-et-Futuna n'a de statut officiel hormis le drapeau de la France. Cependant il existe aussi un drapeau non officiel rouge qui porte en canton les couleurs françaises et, dans la partie flottante, une croix de saint André rouge dans un carré blanc.
Une variante ancienne de ce drapeau portait une grande croix pattée blanche à la place du sautoir rouge. Ces deux drapeaux sont, à l'origine, des drapeaux du royaume d'Uvea. Le drapeau de Wallis est le même que celui de Wallis-et-Futuna sans la croix. Les royaumes futuniens de Sigave et Alo ont également leur propre drapeau.

## Histoire

### Premier drapeau wallisien (1842)

Représentation moderne du drapeau de 'Uvea créé en 1842.

Le premier drapeau de Wallis et Futuna apparaît en 1842. Créé par le père Bataillon (missionnaire mariste), il est reconnu par le commandant de vaisseau Mallet lors de son passage à Wallis en 1842. Un règlement de commerce et de police signé entre le commandant Mallet et le Lavelua (roi de 'Uvea) indique : « Nous, roi de Wallis et les chefs réunis en conseil avons adopté pour couleur le drapeau blanc, sur les côtés duquel seront quatre croix, deux bleues et deux rouges disposées diagonalement et au centre MW (entrelacés) ». Pour Jean-Claude Roux, M et W signifient « Marie Wallis », à moins qu'il ne s'agisse en réalité des lettres A et M entrecroisées, comme sur le blason des pères maristes.

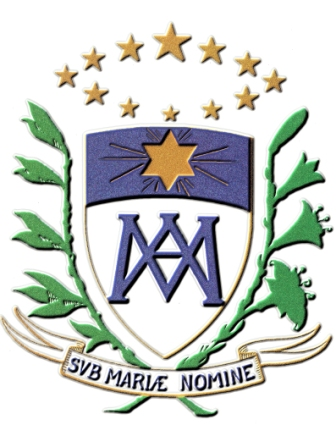
Blason des pères maristes avec les lettres A et M entrecroisées. Il a inspiré le premier drapeau de Wallis et Futuna en 1842.

Ce drapeau devait donner à la chefferie wallisienne les attributs d'un État indépendant.

### Deuxième drapeau mariste
Jean-Claude Roux évoque un autre drapeau mariste, déjà existant en 1910 : « le drapeau wallisien (fond rouge avec croix mariste blanche) était écartelé des couleurs françaises », à la suite de la visite d'officiers français en 1910 à bord du navire de guerre le Kersaint qui révisent le traité de protectorat de 1888. Le drapeau français est donc intégré au drapeau mariste à cette époque.
Au XXIe siècle, deux versions du drapeau wallisien coexistent.

### Le drapeau actuel

Le drapeau français est présent pour rappeler l'appartenance française de la collectivité d'Outre-mer.

Le drapeau de Wallis-et-Futuna n'est pas officiel. Cependant, il est tout de même utilisé localement. Il se constitue en grande partie de rouge, comprenant quatre triangles isocèles formant une croix de saint André rouge dans un carré blanc. D'après The World Factbook de la CIA, ces triangles représentent les trois rois coutumiers des îles Wallis-et-Futuna, (Uvéa, Alo et Siagve) et l'Administrateur supérieur. En haut à gauche est présent un petit drapeau français bordé de blanc. Il rappelle la collectivité d'Outre-mer.

## Drapeaux des différents royaumes
Dans les années 1980, les royaumes futuniens d'Alo et Sigave créent leur propre drapeau. Le drapeau de Wallis-et-Futuna est alors réservé au royaume d'Uvea (Wallis). Ces trois drapeaux arborent le drapeau tricolore français en canton. Encore aujourd'hui, ils sont utilisés dans les trois royaumes, notamment lors des fêtes coutumière.

Uvéa
Alo
Sigave

## Galerie

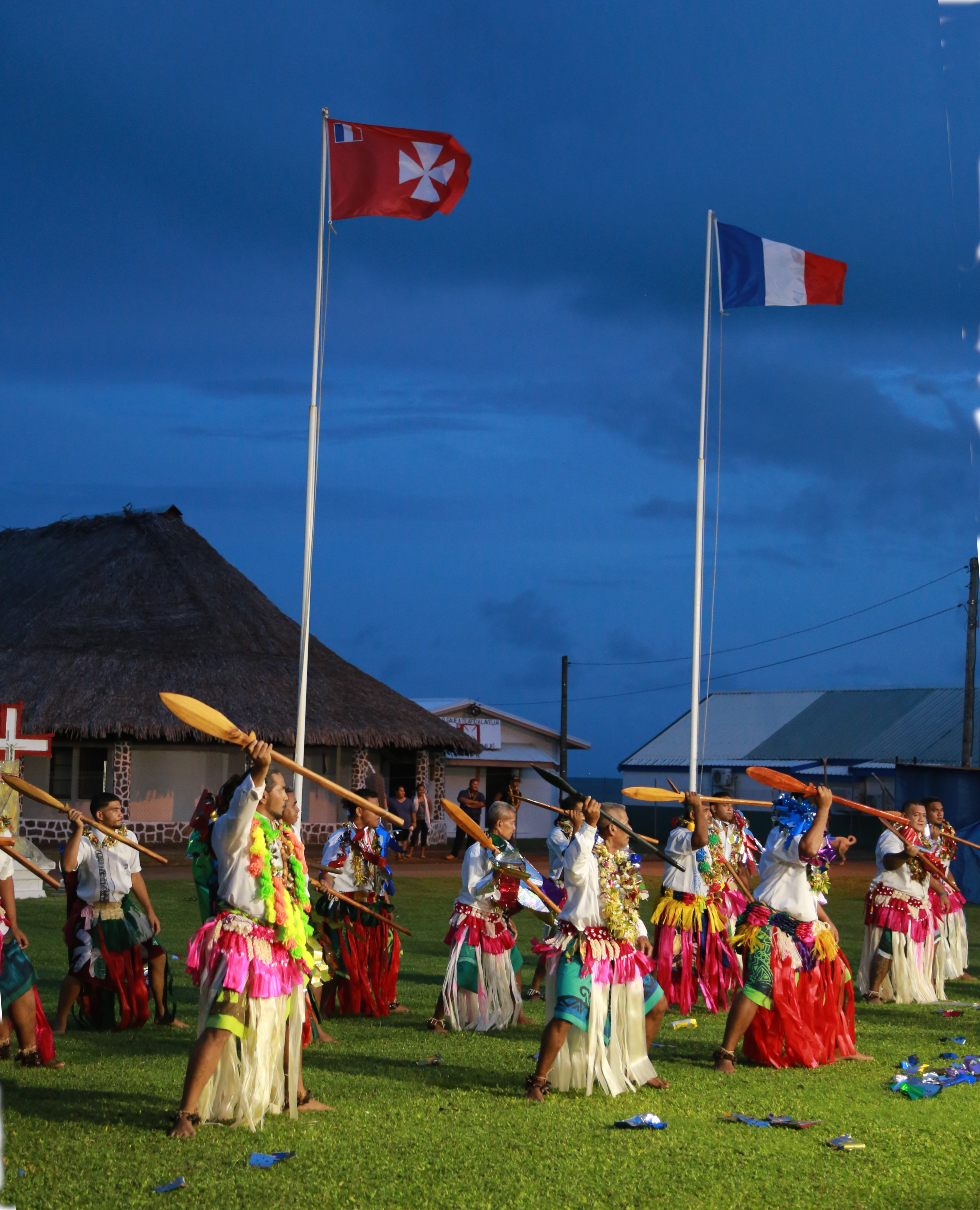
Le drapeau d'Uvéa à côté du drapeau français lors de la fête du territoire le 28 juillet 2019.
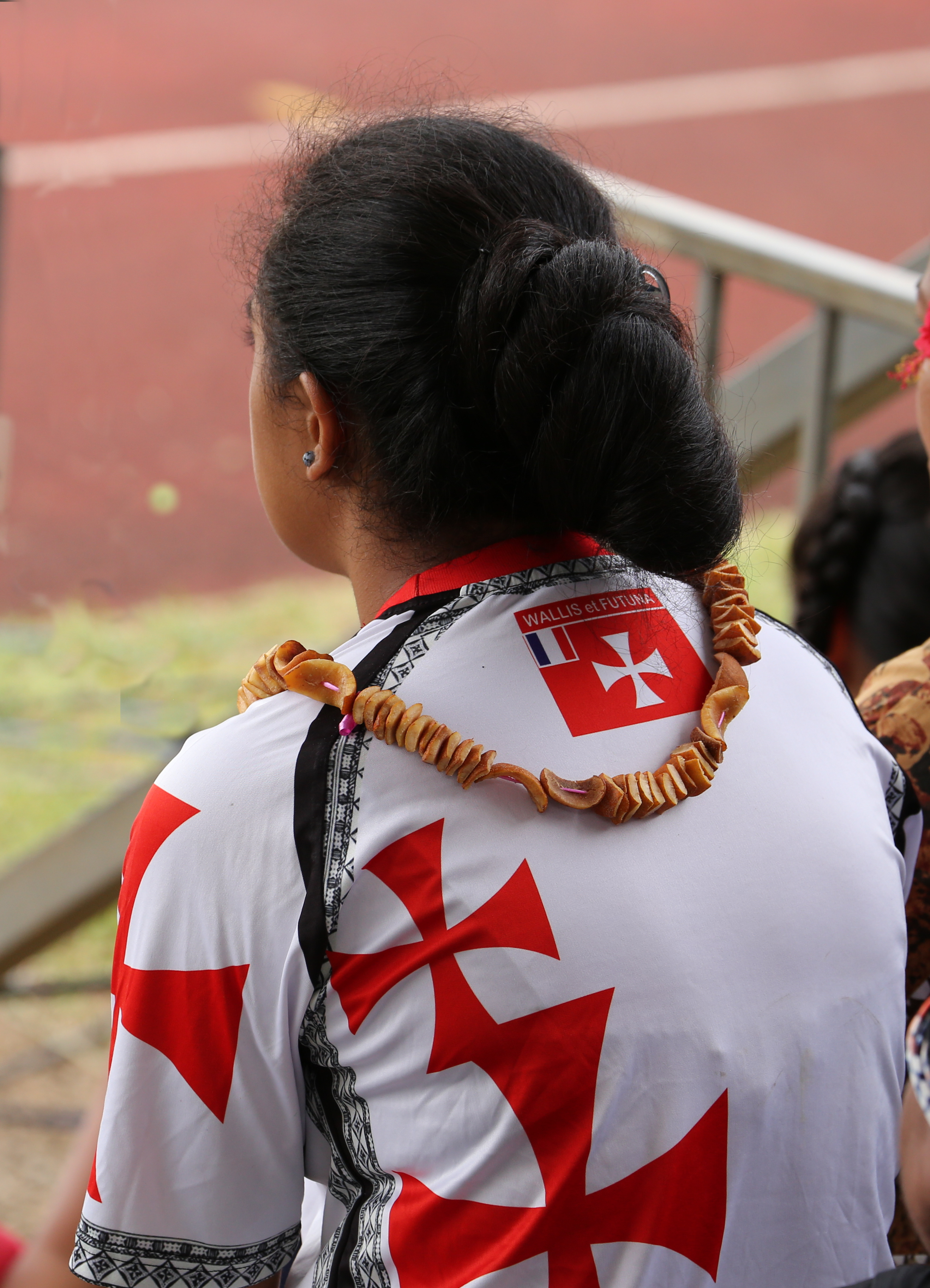
Une sportive arbore un t-shirt aux couleurs d'Uvéa lors d'un tournoi international de rugby, au stade de Kafika (août 2019).